# Anna Głąb
Anna Monika Głąb (ur. 26 marca 1979 w Kłobucku) – polska filozof, pracownik Wydziału Filozofii Katolickiego Uniwersytetu Lubelskiego Jana Pawła II.

## Życiorys naukowy[2]
- 2019: zatrudnienie na stanowisku profesora nadzwyczajnego.
- 2016: nadanie stopnia doktora habilitowanego w dziedzinie nauk humanistycznych w dyscyplinie naukowej filozofia przez Komisję Habilitacyjną powołaną przez Centralną Komisję do Spraw Stopni i Tytułów Naukowych oraz przez Radę Wydziału Filozofii KUL (na podstawie książki pt. "Literatura a poznanie moralne. Epistemologiczne podstawy etycznej krytyki literackiej", Lublin 2016: Wydawnictwo KUL, ss. 410, ISBN 978-83-8061-172-6)[3].
- 2009: adiunkt w Katedrze Historii Filozofii Nowożytnej i Współczesnej na Wydziale Filozofii KUL.
- 2008: asystent na Wydziale Filozofii KUL.
- 2004-2008: studia doktoranckie na kierunku Filozofia Teoretyczna (rozprawa doktorska pod kierunkiem prof. Piotra Gutowskiego: „Rozum w świecie praktyki. Poglądy filozoficzne Marthy C. Nussbaum”)
- 1998-2004: Studia na kierunku Filozofia Teoretyczna w Katolickim Uniwersytecie Lubelskim (magisterium pod kierunkiem prof. Tadeusza Szubki: „Inspiracje twórczością Lewisa Carrolla w tekstach filozofów analitycznych”).
- 1994-1998: Liceum Ogólnokształcące im. Kazimierza Kosińskiego w Kłobucku.

## Publikacje

### Książki
- Ostryga i łaska. Rzecz o Hannie Malewskiej, Kraków: SIW Znak 2009, ss. 360. ISBN 978-83-240-1154-4.
- Rozum w świecie praktyki. Koncepcja filozofii Marthy C. Nussbaum, Warszawa: Wydawnictwa Akademickie i Profesjonalne 2010, ss. 235. ISBN 978-83-7644-036-1.
- Literatura a poznanie moralne. Epistemologiczne podstawy etycznej krytyki literackiej, Lublin: Wydawnictwo KUL 2016, ss. 410. ISBN 978-83-8061-172-6.

### Wybrane artykuły
- Wprowadzenie. O filozoficznych poszukiwaniach znaczenia literatury pięknej, [w:] Filozofia i literatura (antologia tekstów), red. A. Głąb, Warszawa: Wydawnictwo Naukowe Semper 2011, s. 7-20.
- Dlaczego etyka potrzebuje literatury?, [w:] Etyka i literatura (antologia), red. A. Głąb, Lublin: Wydawnictwo KUL, s. 5-24.
- Boska czy ludzka? Koncepcje miłości w dramatach Williama Szekspira: „Romeo i Julia” oraz „Antoniusz i Kleopatra”, [w:] Etyka i literatura (antologia), red. A. Głąb, Lublin: Wydawnictwo KUL, s. 133-164.
- Tortor heroum, czyli etyka Kierkegaarda i tragiczne dylematy w nawiązaniu do historii Abrahama i powieści Shūsaku Endō „Milczenie”, [w:] Studia o filozofii SØRENA KIERKEGAARDA. Koncepcje, polemiki, inspiracje, red. Maria Gołębiewska, Warszawa: Wydawnictwo IFiS PAN, Studia z filozofii systematycznej pod redakcją Seweryna Blandziego, 2015, s. 200-223.
- Religia miłości – antynomie i ich rozwiązanie, [w:] Filozofia religii. Kontrowersje, Biblioteka Przeglądu Filozoficznego, red. naukowa: J. Hołówka, B. Dziobkowski, Warszawa: Wydawnictwo Naukowe PWN 2019, s. 601-624.